# Konstantin Pavlovitj
Konstantin Pavlovitj, född 27 april 1779, död 27 juni 1831, var rysk storfurste och guvernör över ryska Polen 1819-1830.

## Biografi
Konstantin tillhörde huset Holstein-Gottorp-Romanov och var andre son till tsar Paul I av Ryssland och Maria Feodorovna och yngre bror till tsar Alexander I, samt äldre bror till tsar Nikolaj I.
Han gifte sig 1796 med Juliane av Sachsen-Coburg-Saalfeld; de separerade 1799 och skilde sig 1820, då han gifte om sig morganatiskt med den polska grevinnan Johanna Grudzinscy.
Konstantin anses ha varit den som mest liknade sin far av sina syskon. Han beundrade Napoleon I och deltog utan större framgång som militär i krigen. 1819 blev han kommendör över de ryska styrkorna i Polen och Litauen samt guvernör och vicekung - han hade dock inte formellt titlarna. I Polen blev han en avskydd symbol för den ryska ockupationen och stödde hemliga polisen mot oppositionen, men han förhindrade också de strängaste repressalierna från Ryssland och höll Polen utanför de ryska krigen. 
Konstantin stod synbart först i tronföljden till att blir tsar vid den äldre brodern Alexanders död i december 1825, men hade redan 1822 avstått tronen till förmån för den yngre brodern Nikolaj, med hänvisning till det morganatiska äktenskapet. Till följd av att detta dokument hållits hemligt kom dock förvirring att uppstå kring tronföljden vid Alexander I:s död, eftersom Nikolaj å sin sida bekräftat Konstantin som rättmätig arvinge, och först efter att Konstantin ytterligare en gång bekräftat avsägelsen när nyheten nådde honom i Warszawa kunde Nikolaj utropas till tsar av senaten. Nikolaj I:s trontillträde blev den utlösande faktorn i det så kallade Dekabristupproret.
Då Novemberupproret i Polen 1830 bröt ut flydde han från Warszawa undan ett attentat, men ansåg att polackerna själva skulle få ta itu med upproret. Konstantin drog sig tillbaka till Ryssland och avled i Vitsebsk 27 juni 1831 i kolera. Hustrun avled senare samma år, också i kolera.

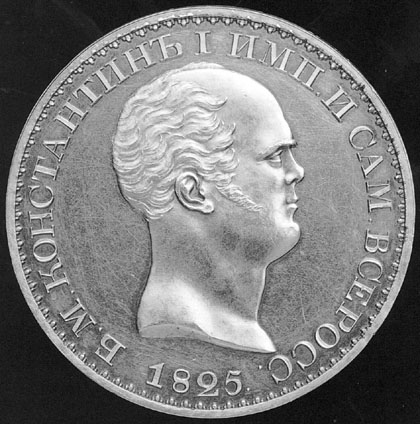
En sällsynt provprägling för den så kallade Konstantinrubeln.

I samband med tronföljdsförvirringen 1825 präglades ett antal mynt i Sankt Petersburg i form av silverrubler med Konstantins porträtt som tsar, så kallade Konstantinrubler. Produktionen av dessa avbröts snart när det stod klart att Konstantin inte skulle tillträda tronen och deras existens hemlighölls. De kom aldrig i cirkulation och endast en handfull provpräglingar och arbetskopior av dessa mynt är idag kända.

## Utmärkelser
- Sankt Annas orden,  1779
- Riddare av Sankt Alexander Nevskij-orden,  1779
- Andreasorden,  1779
- Sankt Johannes av Jerusalems orden,  1798
- Order of Our Lady of Mount Carmel and Saint Lazarus of Jerusalem,  1799
- Maria-Teresiaorden,  1799
- Kungliga Serafimerorden,  1800
- Svarta örns orden,  1805
- Georgsorden, tredje klass,  1806
- Sankt Vladimirs orden, första klassen,  1807
- Storkors av Hederslegionen,  1807
- Georgsorden, andra klass,  1813
- Guldsabel "för tapperhet",  1813
- Kungliga Svärdsorden,  1814
- Annunziataorden,  1814
- Vita örnens orden,  1815
- Riddare av Gyllene skinnets orden,  1817
- Riddare med storkors av Vilhelms militärorden,  19 november 1818
- Kungliga orden av Bägge Sicilierna
- Max-Josefsorden
- Järnkorset av 2:a klassen
- Sankt Ferdinands Förtjänstorden
- Riddare av Mikaelsorden
- Riddare av Helgeandsorden
- Sankt Mauritius och Sankt Lazarusorden

[Redigera Wikidata]